# Аугушту Інасіу
Аугушту Інасіу (порт. Augusto Inácio, нар. 1 лютого 1955, Лісабон) — португальський футболіст, що грав на позиції захисника. По завершенні ігрової кар'єри — тренер.
Виступав за клуби «Спортінг» та «Порту», а також національну збірну Португалії. Один з небагатьох, хто був чемпіоном Португалії і як гравець, і як тренер. За 20 років кар'єри тренера побував у багатьох країнах і клубах Португалії.

## Клубна кар'єра
Вихованець клубу «Спортінг». В сезоні 1975/76 він дебютував у вищому дивізіоні Португалії. З моменту дебюту він був основним гравцем «Спортінга». Він досяг перших успіхів у «Спортингу» у 1978 році, коли виграв Кубок Португалії. Два роки по тому, вперше у своїй кар'єрі, він виграв чемпіонат Португалії, а в 1982 році він добився з командою «золотого дубля» — виграв чемпіонат і кубок країни. У «Спортінгу» він загалом зіграв сім сезонів, і за цей період провів 168 матчів, в яких він забив 4 голи.
1982 року, у віці 27 років, перейшов до клубу «Порту», за який відіграв 7 сезонів. У 1984 році він виграв португальський Кубок з «Порту». Того ж року він став фіналістом Кубка володарів кубків УЄФА 1983/84, але він не зіграв у цьому матчі, в якому його клуб програв «Ювентусу» (1:2). У 1985 році він вперше став чемпіоном країни з «Порту», а в 1986 році захистив з ним титул. У свою чергу, в 1987 році він зіграв у фіналі Кубка європейських чемпіонів 1986/87, вигравши у «Баварії» (2:1). У тому ж році він також виграв Суперкубок УЄФА та Міжконтинентальний кубок. У 1988 році він виграв останні трофеї в своїй кар'єрі — він виграв чемпіонат і кубок Португалії. Завершив професійну кар'єру футболіста виступами за команду «Порту» у 1989 році, і в кольорах клубу зіграв 157 ігор і забив 2 голи.

## Виступи за збірну
5 грудня 1976 року дебютував в офіційних матчах у складі національної збірної Португалії в матчі кваліфікації на чемпіонат світу 1978 року проти збірної Кіпру (2:1).
У складі збірної був учасником чемпіонату світу 1986 року у Мексиці, де зіграв у всіх трьох матчах, а останній матч групової стадії, в якому він відіграв всі 90 хвилин зустрічі проти Марокко (1:3), став його останнім матчем за збірну. Протягом кар'єри у національній команді, яка тривала 11 років, провів у формі головної команди країни 25 матчів.

## Кар'єра тренера
Розпочав тренерську кар'єру 1990 року, очоливши тренерський штаб клубу «Ріу Аве». Наступним клубом став «Порту», тоді він був одним з помічником англійського фахівця Боббі Робсона.
Був тренером лісабонського «Спортінга» з 1999 по 2001 роки. У сезоні 1999/00 допоміг «Спортінгу» вперше за 18 років стати чемпіоном Португалії. Він також тренував «Шавіш», «Марітіму», «Віторія» (Гімарайнш) та «Бейра-Мар».
У сезоні 2005/06 Інасіу допоміг «Бейра-Мару» стати чемпіоном Сегунда ліги і вийти Лігу Сагріш. Але Аугушту був звільнений після дев'яти матчів, в яких «Бейра-Мар» набрав 6 очок. Після цього відправився в грецький «Іонікос». Був звільнений 15 січня 2007 року після розгромної поразки від «Панатінаїкоса».
Через десять днів Інасіу став тренером іранського «Фулада». Незважаючи на виліт клубу у Лігу Азадеган Аугушту продовжив контракт з клубом на наступний сезон. У травні 2008 року став головним тренером ангольського «Інтера» p Луанди. Влітку 2009 року був звільнений.
13 вересня того ж року повернувся до Португалії і на один рік став тренером «Навала». У тому сезоні клуб до Інасіу набрав лише 1 очко в 4 матчах, але в підсумку завершив сезон на 8 місці.
В кінці січня 2012 року Інасіу підписав контракт з румунським клубом «Васлуй». Наступного року повернувся в Португалію, де очолив «Морейренсе», яке не зумів врятувати від вильоту, після чого покинув клуб, ставши спортивним директором «Спортінга».
Наприкінці листопада 2016 року Інасіу знову очолював «Морейренсе», з яким виграв перший трофей в історії клубу — Кубок португальської ліги. 20 березня 2017 року він був звільнений з посади. 7 квітня став тренером клубу єгипетської Прем'єр-ліги «Замалек», але розірвав свій півторарічний контракт вже наприкінці липня.

## Титули і досягнення

### Як гравця
- Чемпіон Португалії (5):

«Спортінг»: 1979–80, 1981–82
«Порту»: 1984–85, 1985–86, 1987–88
- Володар Кубка Португалії (4):

«Спортінг»: 1977–78, 1981–82
«Порту»: 1983–84, 1987–88
- Володар Суперкубка Португалії (3):

«Порту»: 1983, 1984, 1986
- Переможець Ліги європейських чемпіонів (1):

«Порту»: 1986–87
- Володар Суперкубка Європи (1):

«Порту»: 1987
- Володар Міжконтинентального кубка (1):

«Порту»: 1987

### Як тренера
- Чемпіон Португалії (1):

«Спортінг»: 1999–00
- Володар Кубка португальської ліги (1):

«Морейренсі»: 2016–17